# Fromage à pâte pressée demi-cuite
- Abondance, France
- Formaggio d'alpe ticinese, Suisse
- Abbaye d'Affligem, Belgique
- Abbaye de Chimay, Belgique
- Abbaye de Corsendonck, Belgique
- Abbaye de Floreffe, Belgique
- Abbaye de Maredsous, Belgique
- Abbaye du Mont des Cats, France
- Abbaye de Postel, Belgique
- Abbaye de Val Dieu, Belgique
- Abbaye de Westmael, Belgique
- Cheddar, Angleterre, Irlande, Canada, États-Unis, Afrique du Sud, Nouvelle-Zélande, Australie, Islande
- Damme, Belgique
- dom Tobias, Belgique
- Monte Veronese, Italie
- Leerdammer, Pays-Bas
- Loo, Belgique
- Passendaele, Belgique
- Père Joseph, Belgique
- Quartirolo Lombardo, Italie
- Raschera, Italie
- Rubens, Belgique
- Tête de Moine, Suisse
- Val de Salm, Belgique
- Watou, Belgique